# Allie (Wrestlerin)
Laura Dennis (* 3. September 1987 in Toronto, Kanada) ist eine kanadische Wrestlerin, die bei All Elite Wrestling unter Vertrag steht. Dort tritt sie unter den Ringnamen Allie und The Bunny auf. Bis 2019 stand sie bei Impact Wrestling unter Vertrag.

## Wrestlingkarriere

### Anfänge
Ihre Anfänge hatte sie in ihrer Heimat, wo sie 2005 ihr erstes Wrestlingmatch bestritt. Unter ihrem Ringnamen Cherry Bomb trat sie für verschiedene US-amerikanische, japanische und kanadische Wrestlingligen an. Am 14. April 2007 gewann sie mit der GCW WILD Championship ihren ersten Wrestlingtitel. Mit Kimber Lee bildete sie von 2013 bis 2016 das Tag Team Kimber Bombs. Gemeinsam gewannen sie die SHINE Tag Team Championship und SHIMMER Tag Team Chanpionship.

### Impact Wrestling
Am 23. März 2016 unterzeichnete sie einen Vertrag bei Total Nonstop Action Wrestling, welche heute unter den Namen Impact Wrestling bekannt ist. Dort bekam sie den Ringnamen Allie. Anfangs trat sie an der Seite von Maria Kanellis und Sienna auf. Bei der Impact Wrestling-Ausgabe vom 26. August 2016 gewann sie die TNA Knockouts Championship. Bei der darauffolgenden Impact Wrestling-Ausgabe ließ sie sich absichtlich von Maria Kanellis pinnen, um ihr den Titel zu überlassen.  Später fehdete sie gegen Maria Kanellis, Sienna und Laurel Van Ness. Ihre Fehde gegen Maria Kanellis endete, als diese die Liga verließ. 
Bei der Impact Wrestling-Ausgabe vom 3. März 2018, welche vorher am 12. Januar aufgezeichnet wurde, gewann sie von Laurel Van Ness die Impact Knockouts Championship und konnte so zum zweiten Mal diesen Titel gewinnen. Den Titel verlor sie bei der Impact Wrestling-Ausgabe vom 31. Mai 2018 (aufgezeichnet am 24. April) an Su Yung. Am 21. März 2019 verließ sie Impact Wrestling.

### All Elite Wrestling
Am 21. März 2019 gab All Elite Wrestling bekannt, dass sie einen Vertrag unterzeichnet hatte. Am 29. Juni 2019 feierte sie unter dem Ringnamen Allie beim Fyter Fest mit einem Sieg gegen Leva Bates ihr Debüt bei AEW. Am 27. November 2019 trat sie unter ihrem neuen Ringnamen The Bunny an der Seite von The Blade und The Butcher auf. Im Mai 2020 trennte sie sich von The Butcher und The Blade und begann eine Storyline-Beziehung mit QT Marshall. An der Seite von QT Marshall trat sie wieder als Allie auf. Mit Brandi Rhodes bildete sie das Tag Team Nightmare Sisters. Sie nahmen am AEW Women’s Tag Team Cup Tournament teil. Bei AEW Dynamite am 22. August 2020 verloren sie im Finale gegen Diamante und Ivelisse.
Seit dem 20. Oktober 2020 tritt sie wieder als The Bunny an der Seite von The Butcher und The Blade auf. Genau wie auch die beiden ist sie auch ein Teil von Matt Hardys Stable. Am 28. Juli 2021 veranstaltete AEW bei Dynamite ein Match um die Herausforderung zur NWA World Women’s Championship, zwischen The Bunny und Leyla Hirsch, das The Bunny verlor.

## Erfolge
- Classic Championship Wrestling
  - 2× CCW Women's Championship

- Great Canadian Wrestling
  - 1× GCW WILD. Championship

- Pro Wrestling Xtreme
  - 1× PWX Women's Championship

- Shimmer Women Athletes
  - 1× Shimmer Tag Team Championship (mit Kimber Lee)

- Shine Wrestling
  - 1× Shine Tag Team Championship (mit Kimber Lee)

- Total Nonstop Action Wrestling / Impact Wrestling
  - 2× Impact Knockouts Championship

- Women Superstars Uncensored
  - 1× WSU Championship

## Sonstiges
- Sie ist seit 2013 mit dem Wrestler Jesse Guilmette, der bei Impact Wrestling unter dem Ringnamen Braxton Sutter bekannt war und derzeit ebenfalls bei All Elite Wrestling unter Vertrag steht und dort unter dem Ringnamen The Blade auftritt, verheiratet.